# Indústria eletrônica no Japão
A indústria eletrônica no Japão é a maior indústria de eletrônica de consumo do mundo apesar da participação das empresas japonesas gradativamente ter caído devido à competição com a Coreia do Sul e Taiwan.[carece de fontes?] O Japão ainda possui um grande número de empresas que produzem televisores, câmeras gravadoras, reprodutores de áudio e vídeo, etc.
As empresas japonesas têm sido responsáveis por um grande número de importantes inovações, incluindo o pioneirismo nos rádio transistores e o Walkman (Sony), os primeiros laptops produzidos em massa (Toshiba), a gravadora de VHS (JVC) e células solares e telas de LCD (Sharp).
As principais empresas de eletrônica japonesas incluem a Canon, Casio, Citizen, Fujifilm, Fujitsu, Hitachi, JVC Kenwood, Mitsubishi Electric, NEC, Nikon, Nintendo, Olympus, Panasonic, Pioneer, Ricoh, Seiko, Sharp, Sony, TDK e Toshiba.

## História
A Sony foi fundada em 1946 por Masaru Ibuka e Akio Morita e rapidamente avançou no campo da eletrônica. A invenção do rádio transistor de bolso colocou a empresa na fronteira do desenvolvimento eletrônico, tanto no Japão como no mundo. À medida que outras empresas foram formadas para competir na área, a indústria eletrônica tornou-se o principal exportador que investia no exterior na década de 1980. Em 1991, 46,7% das televisões coloridas e 87,3% dos videocassetes produzidos no Japão eram exportados. A participação nas exportações de alguns produtos eram muito pequenas para mostrar separadamente em um sumário de informações comerciais, no entanto, o gravador de áudio representava 2,9% do total das exportações japonesas em 1988, os gravadores de video cassete 2,3%, receptores de rádio 0,8%, e receptor de televisão 0,7%, totalizando 6,7%.
Essas indústrias construíram o sucesso do Japão no desenvolvimento de aplicações comerciais para o transistor na década de 1950 e as gerações de dispositivos semicondutores das décadas de 1970 e 1980. O resultado vinha de grandes e integradas fabricantes de eletrônica que produziam componentes semicondutores, eletrônica de consumo e computadores. O sucesso internacional das empresas veio da contínua miniaturização e as decrescentes custos de fabricação.
O sucesso do Japão dominou a indústria da eletrônica de consumo dos Estados Unidos. Acusações não provadas de dumping e outras práticas predatórias levaram a acordos de comercialização com o Japão em 1977. As restrições limitaram a exportação de televisões coloridas para 1,75 milhões de unidades anualmente de 1977 a 1980. O acordo deu alguma proteção à indústria doméstica dos Estados Unidos. As empresas japonesas responderam investindo nos Estados Unidos. No final da década de 1980, apenas restava uma única fabricando de televisão pertencente aos Estados Unidos. Em resultado disso, a indústria eletrônica japonesa manteve a sua dominação no mercado dos Estados Unidos e manteve sua força nas exportações nesse campo devido à alta reputação da sua eletrônica.
O investimento direto estrangeiro do Japão na indústria da eletrônica de consumo foi motivado pelo protecionismo e custos de mão de obra. Após de três anos de restrições voluntárias às exportações, sete firmas japonesas montaram fábricas nos Estados Unidos em 1980. As firmas japonesas continuaram a produção dos produtos mais avançados tecnologicamente não só no Japão, mas também nos Estados Unidos, enquanto direcionava a produção de produtos menos avançados para países em desenvolvimento no sudeste asiático.

### Século XXI

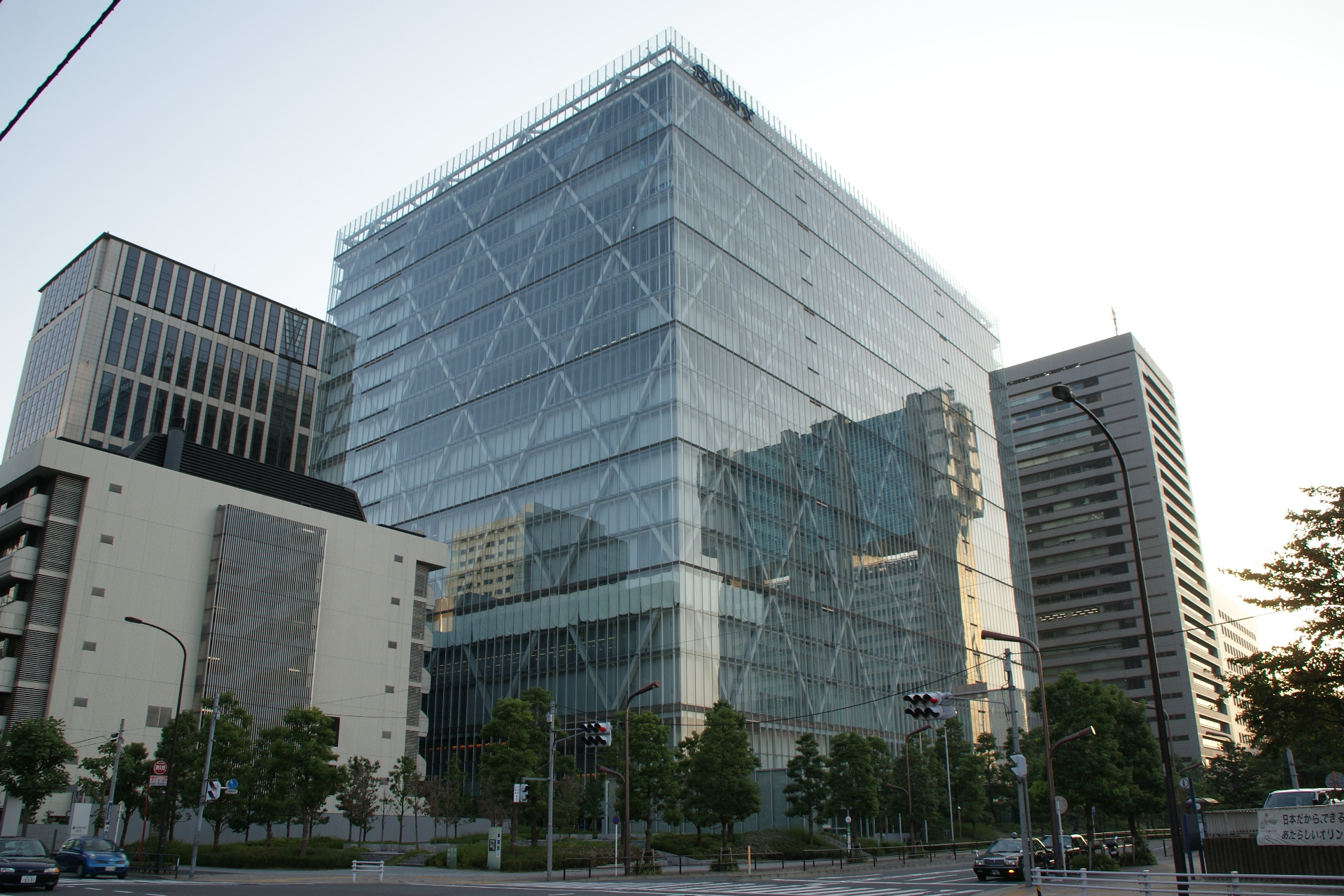
A sede atual da Sony Corporation em Tóquio.

Desde o início do século XXI, um grande número das maiores empresas japonesas de eletrônica de consumo têm lutado financeiramente e perdido participação no mercado, particularmente para empresas sul-coreanas e taiwanesas. As empresas japonesas perderam sua posição dominante em categorias que incluem tocadores de mídia portáteis, TVs, computadores e semicondutores. Atingidos em cheio pela crise econômica de 2008, a Sony, Hitachi, Panasonic, Fujitsu, Sharp, NEC e Toshiba relataram prejuízos no montante de $ 17 bilhões. Em 2009, o lucro operacional da Samsung era mais que o dobro do lucro operacional das nove maiores empresas japonesas de eletrônica de consumo. O declínio relativo foi ligado a fatores incluindo altos custos, o valor do iene e que muitas empresas japonesas estão produzindo a mesma classe de produtos, causando uma duplicação nos esforços de pesquisa e desenvolvimento e reduzindo as economias de escala e poder de definir preço. O sistema educacional japonês também foi apontado como possível fator determinante.

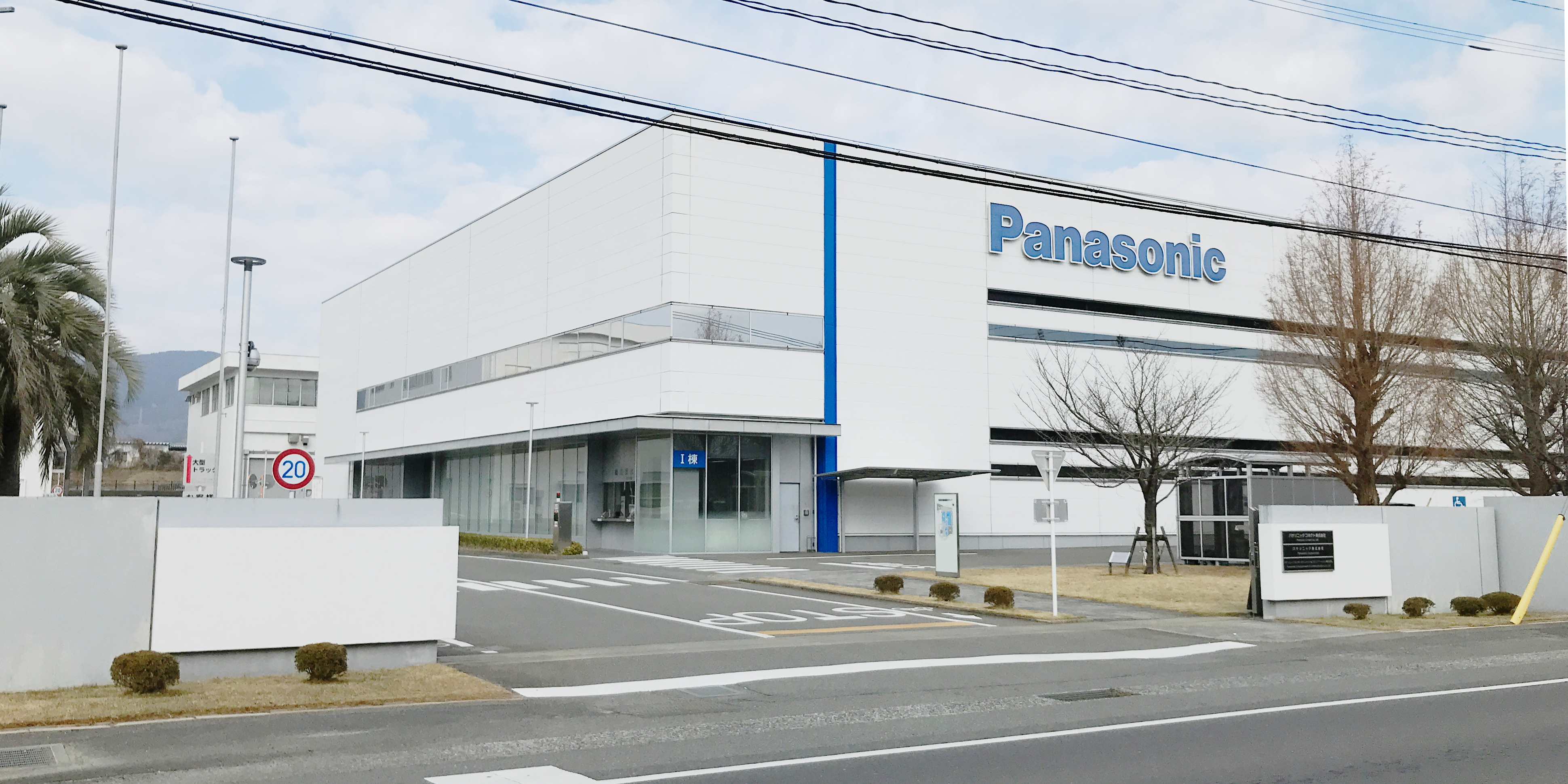
Fábrica da Panasonic em Tosu.

Uma resposta aos desafios foi o aumento das fusões e aquisições de empresas. A JVC e a Kenwood fundiram-se (formando a JVC Kenwood Holdings), e a Renesas Technology e a NEC Electronics –o braço de semicondutores da NEC- fundiram-se formando a Renesas Electronics. Em movimento semelhante, em 2009 a Panasonic adquiriu um participação majoritária na Sanyo, tornando-a parte do grupo Panasonic. Também algumas das grandes empresas escolheram fundir algumas de suas operações, como a Hitachi, Casio e NEC, e Fujitsu e Toshiba, com seus negócios de telefonia celular. 
Em 15 de novembro de 2011, encarando uma competição dura com a Samsung e LG, a Sony, Toshiba e Hitachi assinaram um acordo para fundir seus negócios de LCD, criando uma nova empresa chamada Japan Display na primavera de 2012.
Em 2013, a maior parte das empresas japonesas não mais gozavam da mesma reputação que tinham há uma ou duas décadas atrás. O mercado internacional de eletrônica de consumo era então dominado por empresas sul-coreanas, chinesas e taiwanesas. Apenas algumas empresas japonesas possuem participação de mercado significante e são bem conhecidas internacionalmente. O futuro da indústria japonesa de eletrônicos é debatido.